# 4-溴溴苄
4-溴溴苄是一种有机化合物，化学式为C7H6Br2。它可由4-溴甲苯和N-溴代丁二酰亚胺在偶氮二异丁腈或过氧化苯甲酰存在下于四氯化碳或碳酸二乙酯中反应制得；4-溴苯甲醇和三溴化磷反应也能得到4-溴溴苄。它在铜修饰二氧化钛光催化剂的催化下可以发生C-C偶联反应，生成1,2-二(4-溴苯基)乙烷。它和叠氮化钠反应，得到4-叠氮甲基溴苯。它和硫代硫酸钠反应，得到4-溴苄基硫代硫酸钠。